# Danh sách nhà thiết kế Ý
Đây là danh sách các nhà thiết kế từ Ý:
Đây là một danh sách chưa hoàn tất, và có thể sẽ không bao giờ thỏa mãn yêu cầu hoàn tất. Bạn có thể đóng góp bằng cách mở rộng nó bằng các thông tin đáng tin cậy.

## A
- Franco Albini
- Giorgio Armani
- Sergio Asti
- Gae Aulenti

## B
- Mario Bellini
- Claudio Bellini
- Harry Bertoia
- Cini Boeri
- Stefano Boeri
- Osvaldo Borsani
- Andrea Branzi

## C
- Robby Cantarutti
- Clino Trini Castelli
- Achille Castiglioni
- Livio Castiglioni
- Pier Giacomo Castiglioni
- Roberto Cavalli
- Aldo Cibic
- Antonio Citterio
- Joe Colombo

## D
- Dolce and Gabbana
- Michele De Lucchi

## F
- Battista Farina
- Fendi
- Salvatore Ferragamo
- Anna Castelli Ferrieri
- Andrea Fogli
- Gianfranco Frattini

## G
- Eugenio Gerli
- Dante Giacosa
- Roberto Giolito
- Giorgetto Giugiaro
- Gucci

## H
- Franca Helg

## I
- Giancarlo Iliprandi

## L
- Piero Lissoni

## M
- Vico Magistretti
- Angelo Mangiarotti
- Enzo Mari
- Paolo Martin
- Stefano Marzano
- Alberto Meda
- Alessandro Mendini
- Bruno Munari
- Missoni
- Moschino

## N
- Paola Navone
- Emanuele Nicosia
- Marcello Nizzoli
- Vito Noto
- Fabio Novembre

## P
- Gaetano Pesce
- Roberto Pezzetta
- Marco Piva
- Gio Ponti
- Mario Prada
- Emilio Pucci

## R
- Lorenzo Ramaciotti
- Willy Rizzo
- Ernesto Nathan Rogers
- Aldo Rossi

## S
- Bruno Sacco
- Afra and Tobia Scarpa
- Mara Servetto
- Walter de Silva
- Ettore Sottsass

## T
- Fabio Taglioni
- Massimo Tamburini
- Marco Tencone
- Matteo Thun

## V
- Lella Vignelli
- Massimo Vignelli
- Gianni Versace

## Z
- Ugo Zagato
- Marco Zanuso
- Ermenegildo Zegna